# Comitato Organizzatore dei XXV Giochi olimpici invernali
Il Comitato Organizzatore dei XXV Giochi olimpici invernali, il cui nome ufficiale è "Fondazione Milano Cortina 2026", è l'ente costituito dal Comitato olimpico nazionale italiano, dal Comitato Italiano Paralimpico, dalle regioni Lombardia e Veneto, dalle provincie autonome di Trento e Bolzano e dai comuni di Milano e di Cortina d'Ampezzo, con il compito di organizzare le Olimpiadi invernali e i XIV Giochi paralimpici invernali di Milano e Cortina d'Ampezzo del 2026.
L'ente, fondato il 9 dicembre 2019, ha sede presso la Torre Isozaki in piazza Tre Torri 3 a Milano.

## Storia

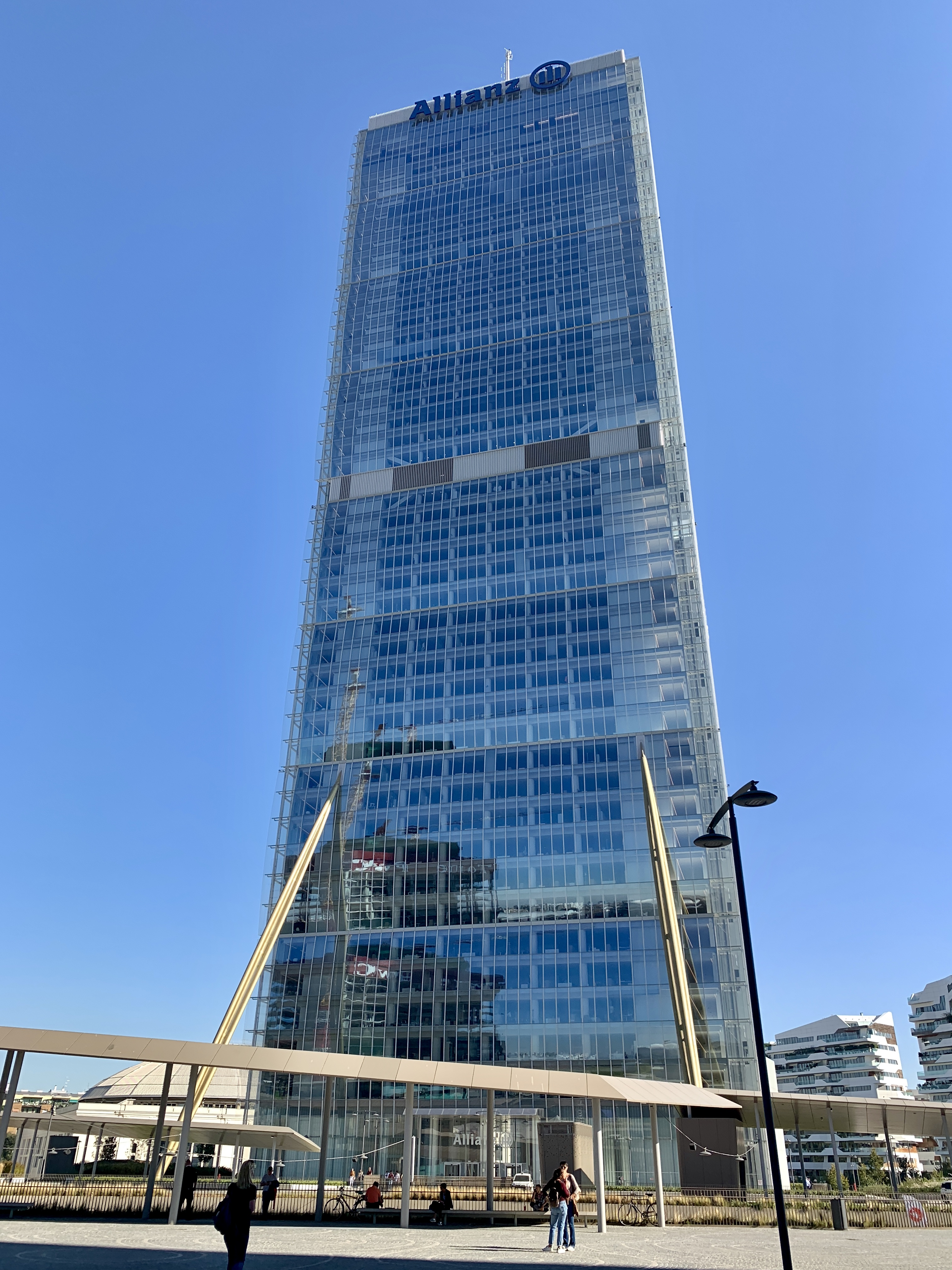
La Torre Isozaki, dal 2020 sede della "Fondazione Milano Cortina 2026".

In base al "Contratto della Città ospitante", sottoscritto il 24 giugno 2019 a Losanna, il CIO assegnò al Comitato olimpico nazionale italiano e ai comuni di Milano e Cortina d'Ampezzo la responsabilità dell'organizzazione dei Giochi olimpici e paralimpici. Pertanto, il 9 dicembre 2019 venne costituito dal CONI, dal Comitato Italiano Paralimpico, dalle regioni Lombardia e Veneto, dalle provincie autonome di Trento e Bolzano e dai comuni di Milano e di Cortina d'Ampezzo, un Comitato Organizzatore (fondazione di diritto privato denominata ufficialmente "Fondazione Milano Cortina 2026") e gli venne assegnato il mandato di realizzare i Giochi, tramite atto che ne fissava i compiti.
Il Consiglio di Amministrazione della Fondazione Milano Cortina 2026 ha conferito la presidenza del comitato al presidente del CONI Giovanni Malagò e la vicepresidenza al presidente del CIP Luca Pancalli, mentre l'amministratore delegato è Vincenzo Novari (sostituito a novembre 2022 da Andrea Varnier). Il Comitato Organizzatore è composto da quindici membri: due membri del CIO, due rappresentanti del CONI (presidente e segretario generale), un rappresentante del CIP (presidente), un'atleta olimpica e un'atleta paralimpica, sei rappresentanti degli enti territoriali coinvolti nei Giochi (Comune di Milano, Comune di Cortina d'Ampezzo, Regione Lombardia, Regione Veneto, Provincia autonoma di Trento, Provincia autonoma di Bolzano), un membro, nel ruolo di amministratore delegato, nominato con decreto del Presidente del Consiglio dei Ministri della Repubblica Italiana.
Il 22 novembre 2021 venne creata anche la società pubblica "Infrastrutture Milano Cortina 2020-2026 S.p.A." (il cui acronimo è "SI.MI.CO"), partecipata al 70% dal Ministero dell'economia e delle finanze e dal Ministero delle infrastrutture e dei trasporti e per il restante 30% diviso equamente tra le regioni Lombardia, Veneto e Trentino-Alto Adige, per la realizzazione, quale centrale di committenza e stazione appaltante, delle opere connesse allo svolgimento dei Giochi olimpici e paralimpici.

## Sede
La prima sede, provvisoria, degli uffici del Comitato Organizzatore fu nei locali del Grattacielo Pirelli, in via Fabio Filzi 22 a Milano.
La sede definitiva del C.O. è invece, dal 1º dicembre 2020, presso la Torre Isozaki in piazza Tre Torri 3, sempre a Milano.

## Composizione

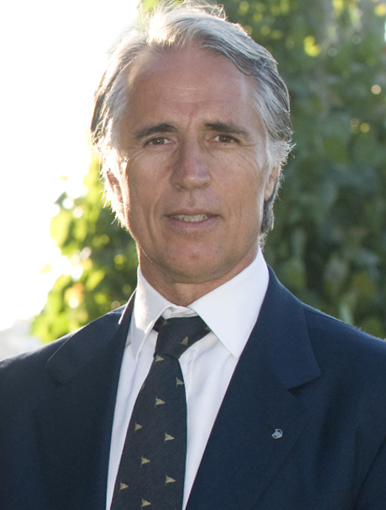
Giovanni Malagò, presidente della "Fondazione Milano Cortina 2026".

Il Comitato Organizzatore è così composto:
Presidente
- Giovanni Malagò (presidente del CONI)

Vicepresidente
- Luca Pancalli (presidente del CIP)

Amministratore delegato
- Vincenzo Novari (rappresentante della Presidenza del Consiglio dei ministri della Repubblica Italiana, fino a novembre 2022)
- Andrea Varnier (rappresentante della Presidenza del Consiglio dei ministri della Repubblica Italiana, da novembre 2022)

Membri
- Ivo Ferriani (membro del CIO)
- Federica Pellegrini (membro del CIO)
- Carlo Mornati (segretario generale del CONI)
- Anna de la Forest de Divonne (atleta olimpica)
- Francesca Porcellato (atleta paralimpica)
- Christian Malangone (rappresentante del Comune di Milano)
- Andrea Giovanardi (rappresentante del Comune di Cortina d'Ampezzo)
- Sergio Schena (rappresentante della Regione Lombardia)
- Antonella Lillo (rappresentante della Regione Veneto)
- Tito Giovannini (rappresentante della Provincia Autonoma di Trento)
- Erwin Hinteregger (rappresentante della Provincia Autonoma di Bolzano)